# Hyalomma rufipes
Hyalomma rufipes is een tekensoort, die in de subtropische gebieden van de oude wereld vookomt. Volwassen teken zuigen bloed bij verscheidene zoogdieren, bij voorkeur bij hoefdieren, maar soms ook bij mensen. De teek kan besmet zijn met de Rickettsia-bacterie, die vlektyfus kan overbrengen. De teken kunnen verspreid worden door trekvogels. In 2018 is de teek in Duitsland gevonden.
Van de nauw verwante Hyalomma marginatum (Hyalomma rufipes is lang beschouwd als een ondersoort van Hyalomma rufipes) is het onderscheid moeilijk: de putjes op de bovenzijde van Hyalomma rufipes zijn iets kleiner, aan de onderkant is de omgeving van de stigmata spaarzaam en niet dicht behaart. De stigmaplaat bij Hyalomma rufipes loopt naar achteren in een iets smaller uitsteeksel uit.